# Ailin Gräf
Ailin Gräf, auch Graef (* 1973 in China) ist eine Lehrerin und Internetunternehmerin.

## Leben
Gräf ist mit dem deutschen Informatiker Guntram Gräf verheiratet. Seit 2004 ist das Ehepaar in der virtuellen Welt Second Life aktiv.
International Aufsehen erregte der von den Gräfs seit 2004 in Second Life verwendete Avatar Anshe Chung. Dieser wurde wie in einem Rollenspiel als rein virtuelle Onlinepersönlichkeit entwickelt und gespielt. Nach eigenen Angaben ist Anshe Chung der erste Avatar, der durch Geschäftstätigkeit innerhalb von Second Life im realen Leben Millionär wäre, wenn er sein „in-game“ Vermögen („Linden$“) in US$ umtauschen könnte. Der Avatar Anshe Chung besaß 2007 etwa 10 % des in Second Life verfügbaren Landes.
Im Februar 2006 gründete das Ehepaar in China das Unternehmen „Anshe Chung Studios“ (ACS), das Verkauf und Gestaltung von Grundstücken, Entwurf und Bau von Gebäuden sowie Support und Personal in virtuellen Welten wie Second Life oder IMVU anbietet. Die Gestaltung eines virtuellen Firmenauftritts kostete 2007 laut Anshe Chung normalerweise 5.000 bis 10.000 US-Dollar.